# Liste der Stolpersteine in Wennigsen (Deister)
Die Liste der Stolpersteine in Wennigsen (Deister) enthält alle Stolpersteine, die im Rahmen des gleichnamigen Projekts von Gunter Demnig in Wennigsen (Deister) verlegt wurden. Mit ihnen soll Opfern des Nationalsozialismus gedacht werden, die in Wennigsen (Deister) lebten und wirkten.(Stand: Juni 2022)

## Verlegte Stolpersteine
| Adresse           | Verlege- datum | Person, Inschrift                                                                       | Bild | Anmerkung |
| ----------------- | -------------- | --------------------------------------------------------------------------------------- | ---- | --- |
| Neustadtstraße 15 | 20. Juni 2022  | Hier wohnte Adolf Semler Jg. 1895 verhaftet 1945 Zwangsarbeit Lager Wintjenberg befreit |      | Der in der Ukraine geborene Arbeiter Adolf Semler und die aus Polen stammende jüdische Reinemachefrau Laja Semler hatten 1926 in Hannover geheiratet. Sie zogen im Oktober 1943 nach Wennigsen, wurden 1945 verhaftet und zu Kriegsende befreit. Das Paar wanderte im März 1947 nach Australien aus. Nach einem Ratsbeschluss im September 2019 wurden im Juni 2022 die Steine in Anwesenheit von Nachfahren durch den Gemeindebauhof verlegt. |
| Neustadtstraße 15 | 20. Juni 2022  | Hier wohnte Laya Semler Jg. 1889 deportiert 1945 Theresienstadt befreit                 |      | Der in der Ukraine geborene Arbeiter Adolf Semler und die aus Polen stammende jüdische Reinemachefrau Laja Semler hatten 1926 in Hannover geheiratet. Sie zogen im Oktober 1943 nach Wennigsen, wurden 1945 verhaftet und zu Kriegsende befreit. Das Paar wanderte im März 1947 nach Australien aus. Nach einem Ratsbeschluss im September 2019 wurden im Juni 2022 die Steine in Anwesenheit von Nachfahren durch den Gemeindebauhof verlegt. |

## Verlegungen
- 20. Juni 2022: zwei Stolpersteine an einer Adresse[5]